# NetFront
NetFront – przeglądarka dla urządzeń mobilnych, opracowana przez japońską firmę Access Co.
Głównie stosowana jest w telefonach komórkowych, NetFront jest dostępna na wielu platformach, między innymi na urządzeniach wielofunkcyjnych (MFP), telewizorach cyfrowych set-top box (STB), PDA, konsolach do gier (np. PSP), terminalach e-mailowych, systemach operacyjnych dla samochodów osobowych i innych typach urządzeń.